# Zévaco
Pour les articles homonymes, voir Zévaco (homonymie).
Zévaco est une commune française située dans la circonscription départementale de la Corse-du-Sud et le territoire de la collectivité de  Corse. Elle appartient à la microrégion du Talavo.

## Urbanisme

### Typologie
Au 1er janvier 2024, Zévaco est catégorisée commune rurale à habitat très dispersé, selon la nouvelle grille communale de densité à sept niveaux définie par l'Insee en 2022.
Elle est située hors unité urbaine. Par ailleurs la commune fait partie de l'aire d'attraction d'Ajaccio, dont elle est une commune de la couronne,. Cette aire, qui regroupe 79 communes, est catégorisée dans les aires de 50 000 à moins de 200 000 habitants,.

### Occupation des sols
L'occupation des sols de la commune, telle qu'elle ressort de la base de données européenne d'occupation biophysique des sols Corine Land Cover (CLC), est marquée par l'importance des forêts et milieux semi-naturels (97,3 % en 2018), une proportion identique à celle de 1990 (97,3 %). La répartition détaillée en 2018 est la suivante : forêts (95,7 %), zones agricoles hétérogènes (2,7 %), espaces ouverts, sans ou avec peu de végétation (1,6 %). L'évolution de l'occupation des sols de la commune et de ses infrastructures peut être observée sur les différentes représentations cartographiques du territoire : la carte de Cassini (XVIIIe siècle), la carte d'état-major (1820-1866) et les cartes ou photos aériennes de l'IGN pour la période actuelle (1950 à aujourd'hui).

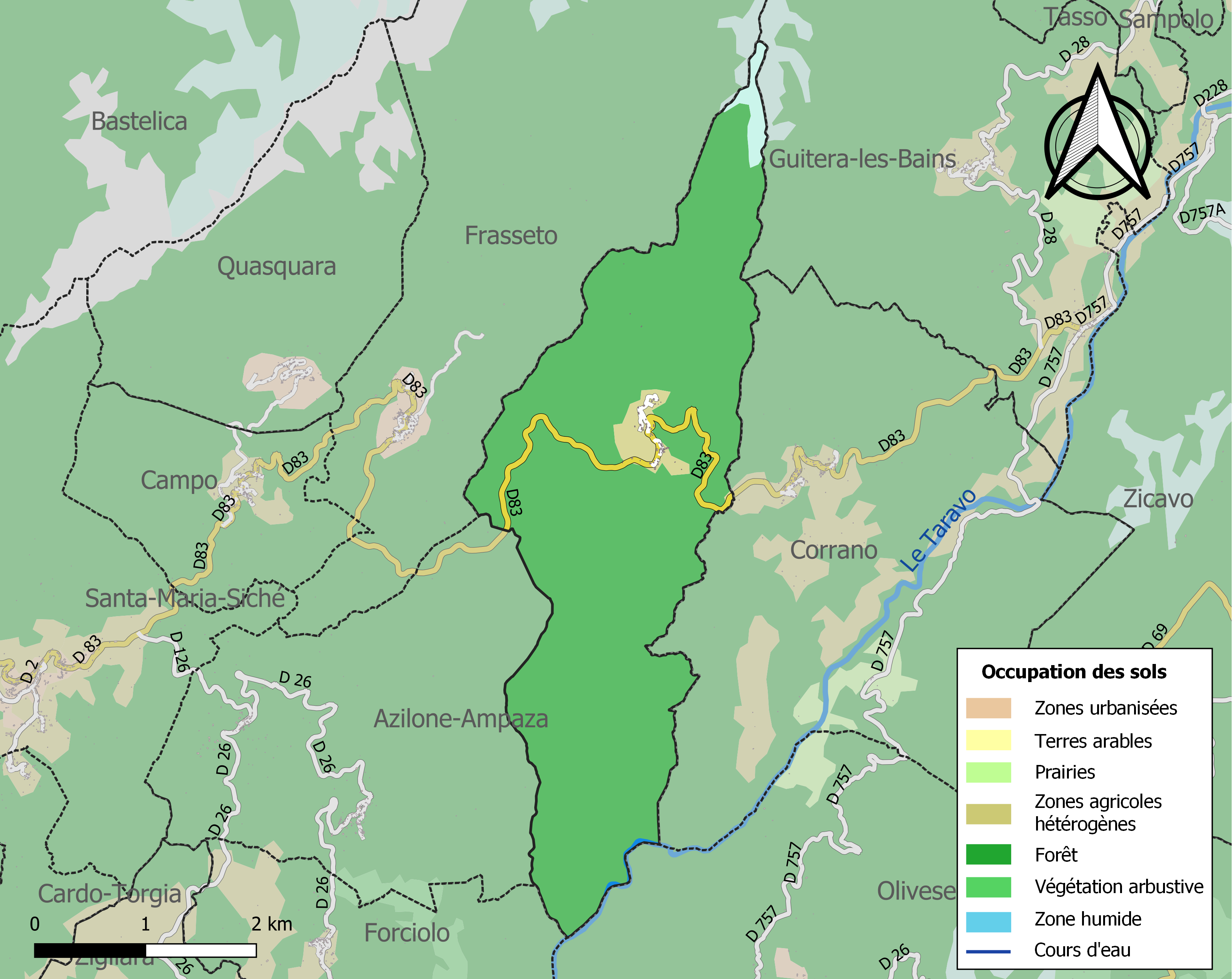
Carte des infrastructures et de l'occupation des sols de la commune en 2018 (CLC).

## Toponymie
En corse, la commune se nomme Zevacu.

## Politique et administration

### Liste des maires
| Période         | Période         | Identité            | Étiquette | Qualité |
| --------------- | --------------- | ------------------- | --------- | ------- |
| 1977            | 30 juillet 2005 | Innocent Poggi      | DVG       |         |
| 30 juillet 2005 | 2014            | Jean-Baptiste Poggi |           |         |
| 2014            | 2020            | Jean Baptiste Poggi |           |         |
| 2020            | En cours        | Jean-Baptiste Poggi |           |         |

### Tendances politiques et résultats
Le résultat de l'élection présidentielle de 2012 dans cette commune est le suivant :
| Candidat       | Candidat                    | Premier tour | Premier tour | Second tour | Second tour |
| Candidat       | Candidat                    | Voix         | %            | Voix        | %           |
| -------------- | --------------------------- | ------------ | ------------ | ----------- | ----------- |
|                | Eva Joly (EÉLV)             | 2            | 3,03         |             |             |
|                | Marine Le Pen (FN)          | 8            | 12,12        |             |             |
|                | Nicolas Sarkozy (UMP)       | 39           | 59,09        | 52          | 77,61       |
|                | Jean-Luc Mélenchon (FG)     | 8            | 12,12        |             |             |
|                | Philippe Poutou (NPA)       | 1            | 1,52         |             |             |
|                | Nathalie Arthaud (LO)       | 0            | 0,00         |             |             |
|                | Jacques Cheminade (SP)      | 0            | 0,00         |             |             |
|                | François Bayrou (MoDem)     | 1            | 1,52         |             |             |
|                | Nicolas Dupont-Aignan (DLR) | 0            | 0,00         |             |             |
|                | François Hollande (PS)      | 7            | 10,61        | 15          | 22,39       |
|                |                             |              |              |             |             |
| Inscrits       | Inscrits                    | 90           | 100,00       | 91          | 100,00      |
| Abstentions    | Abstentions                 | 23           | 25,56        | 22          | 24,18       |
| Votants        | Votants                     | 67           | 74,44        | 69          | 75,82       |
| Blancs et nuls | Blancs et nuls              | 1            | 1,49         | 2           | 2,90        |
| Exprimés       | Exprimés                    | 66           | 98,51        | 67          | 97,10       |

Le résultat de l'élection présidentielle de 2017 dans cette commune est le suivant :
| Candidat    | Candidat                    | Premier tour | Premier tour | Deuxième tour | Deuxième tour |  |
| Candidat    | Candidat                    | %            | Voix         | %             | Voix          |  |
| ----------- | --------------------------- | ------------ | ------------ | ------------- | ------------- |  |
|             | Nicolas Dupont-Aignan (DLF) | 5,36         | 3            |               |               |  |
|             | Marine Le Pen (FN)          | 21,43        | 12           | 48,94         | 23            |  |
|             | Emmanuel Macron (EM)        | 12,50        | 7            | 51,06         | 24            |  |
|             | Benoît Hamon (PS)           | 1,79         | 1            |               |               |  |
|             | Nathalie Arthaud (LO)       | 0,00         | 0            |               |               |  |
|             | Philippe Poutou (NPA)       | 0,00         | 0            |               |               |  |
|             | Jacques Cheminade (SP)      | 0,00         | 0            |               |               |  |
|             | Jean Lassalle (RES)         | 12,50        | 7            |               |               |  |
|             | Jean-Luc Mélenchon (LFI)    | 12,50        | 7            |               |               |  |
|             | François Asselineau (UPR)   | 0,00         | 0            |               |               |  |
|             | François Fillon (LR)        | 33,93        | 19           |               |               |  |
|             |                             |              |              |               |               |  |
| Inscrits    | Inscrits                    | 80           | 100,00       | 80            | 100,00        |  |
| Abstentions | Abstentions                 | 23           | 28,75        | 26            | 32,50         |  |
| Votants     | Votants                     | 57           | 71,25        | 54            | 67,50         |  |
| Blancs      | Blancs                      | 1            | 1,75         | 7             | 12,96         |  |
| Nuls        | Nuls                        | 0            | 0,00         | 0             | 0,00          |  |
| Exprimés    | Exprimés                    | 56           | 98,25        | 47            | 87,04         |  |

## Démographie
L'évolution du nombre d'habitants est connue à travers les recensements de la population effectués dans la commune depuis 1800. Pour les communes de moins de 10 000 habitants, une enquête de recensement portant sur toute la population est réalisée tous les cinq ans, les populations de référence des années intermédiaires étant quant à elles estimées par interpolation ou extrapolation. Pour la commune, le premier recensement exhaustif entrant dans le cadre du nouveau dispositif a été réalisé en 2005.

En 2022, la commune comptait 51 habitants, en évolution de −13,56 % par rapport à 2016 (Corse-du-Sud : +7,61 %, France hors Mayotte : +2,11 %).
| 1800 | 1806 | 1821 | 1831 | 1836 | 1841 | 1846 | 1851 | 1856 |
| ---- | ---- | ---- | ---- | ---- | ---- | ---- | ---- | ---- |
| 401  | 429  | 454  | 402  | 377  | 378  | 404  | 402  | 407  |

| 1861 | 1866 | 1872 | 1876 | 1881 | 1886 | 1891 | 1896 | 1901 |
| ---- | ---- | ---- | ---- | ---- | ---- | ---- | ---- | ---- |
| 430  | 364  | 362  | 405  | 506  | 517  | 509  | 511  | 543  |

| 1906 | 1911 | 1921 | 1926 | 1931 | 1936 | 1946 | 1954 | 1962 |
| ---- | ---- | ---- | ---- | ---- | ---- | ---- | ---- | ---- |
| 549  | 469  | 532  | 548  | 578  | 624  | 524  | 136  | 105  |

| 1968 | 1975 | 1982 | 1990 | 1999 | 2005 | 2006 | 2010 | 2015 |
| ---- | ---- | ---- | ---- | ---- | ---- | ---- | ---- | ---- |
| 98   | 91   | 89   | 57   | 56   | 58   | 58   | 61   | 59   |

| 2020 | 2022 | - | - | - | - | - | - | - |
| ---- | ---- | - | - | - | - | - | - | - |
| 52   | 51   | - | - | - | - | - | - | - |

## Lieux et monuments
L'Arca (U Campu Santu) est une tombe collective, sorte de chambre souterraine voutée à orifice étroit fermé par une dalle de pierre. Cette « sépulture pour tous » témoigne d'une tradition d'inhumation collective fortement enracinée au cours des siècles dans le milieu rural insulaire.
C'est en 1830 que le préfet de la Corse, Jourdan du Var, mit fin à cet usage (pourtant interdit depuis la Révolution) et toutes les Arca furent fermées. Celle de Zevaco fut exceptionnellement réutilisée pendant l'épidémie de grippe espagnole, de mai 1918 à janvier 1919, qui fit 40 victimes au village.
L'Arca de Zevaco contient notamment les restes de Jean-Côme Poggi, juge d'instruction à Porto-Ferraio (Ile d'Elbe), « chambellan » de Napoléon Ier.
Elle a été restaurée et classée monument historique le 11 mai 1981.
- Chapelle U Campu Santu de Zévaco.